# Église Sainte-Eugénie de Saillagouse
Pour les articles homonymes, voir Sainte Eugénie et Église Sainte-Eugénie.
L'église Sainte-Eugénie de Saillagouse est une église romane située à Saillagouse, dans le département français des Pyrénées-Orientales.